# Raport mniejszości (film)
Raport mniejszości (ang. Minority Report) – amerykański film fantastycznonaukowy z 2002 roku w reżyserii Stevena Spielberga, nakręcony na podstawie opowiadania pod tym samym tytułem autorstwa Philipa K. Dicka Główną rolę w filmie zagrał Tom Cruise. Zdjęcia kręcono w Waszyngtonie, Los Angeles oraz w stanie Wirginia.

## Opis fabuły
Akcja toczy się w roku 2054. Na Ziemi powstała Agencja Prewencji (w niektórych tłumaczeniach zwana Przedstępstwo), która dzięki opartym o prekognicję technologiom karze sprawcę, zanim jeszcze popełni on przestępstwo. Punktem zwrotnym akcji jest moment, w którym John Anderton, szef Agencji Prewencji, zostaje uznany za przyszłego przestępcę (przedstępcę), który zamorduje pewnego człowieka. Jak się okazuje, system nie jest doskonały, o czym mówi tytułowy „raport mniejszości”: w procesie przewidywania przyszłości bierze udział trzech jasnowidzów i tylko gdy większość z nich ma tę samą wizję, uznaje się jasnowidzenie za prawdziwe. Wizje jednego tylko jasnowidza, który jest w mniejszości, są ignorowane. Takie właśnie widzenie jednego jasnowidza i powstający z tego raport jest jedyną nadzieją bohatera na udowodnienie swojej niewinności.

## Obsada
- Tom Cruise – agent John Anderton
- Kathryn Morris – Lara Anderton
- Samantha Morton – Agatha
- Colin Farrell – Danny Witwer
- Peter Stormare – dr Solomon Eddie
- Max von Sydow – dyrektor Lamar Burgess
- Mike Binder – Leo Crow
- Tyler Patrick Jones – Sean Anderton (starszy)
- Dominic Scott Kay – Sean Anderton (młodszy)
- Steven Hack – jasnowidz PSA #10
- Victoria Kelleher – Tech D
- Neal McDonough – oficer Gordon Fletcher
- Jessica Harper – Anne Lively
- Joel Gretsch – Donald Dubin
- Richard Coca – policjant
- David Stifel – Lycon
- Anne Judson-Yager – dziewczyna z serwisu publicznego
- Tim Blake Nelson – Gideon
- Steve Harris – Jad
- Jessica Capshaw – Evanna